# Prionospio lanceolata
Prionospio lanceolata är en ringmaskart som beskrevs av Hartmann-Schröder 1979. Prionospio lanceolata ingår i släktet Prionospio och familjen Spionidae. Inga underarter finns listade i Catalogue of Life.